# Pseudorhynchostegiella
Pseudorhynchostegiella là một chi rêu trong họ Brachytheciaceae.